# Вишенский сельский совет
Вишенский сельский совет (укр. Вишенська сільська рада) — административно-территориальная единица в Белогорском районе в составе АР Крым Российской Федерации   (ранее Украины фактически до 2014 года), ранее до 1991 года — в  составе Крымской области УССР в СССР, до 1954 года — в составе Крымской области РСФСР в СССР, до 1945 года — как Мушашский сельсовет (крымскотат. Мушаш кой шурасы) — в составе Крымской АССР РСФСР в СССР.
Население по переписи 2001 года составляло 3003 человека, площадь совета — 115 км².
Территория сельсовета находится в предгорье Внутренней гряды Крымских гор, в средней части долины Биюк-Карасу, на территории совета находится известный природный памятник Белая скала.
К 2014 году в состав сельсовета входило 3 села:
- Вишенное
- Белая Скала
- Мироновка

## История
В начале 1920-х годов был образован Мушашский сельсовет (крымскотат. Мушаш кой шурасы, Muşaş köy şurası) в составе Карасубазарского района. По результатам всесоюзной переписи 17 декабря 1926 года Мушашский сельский включал 6 населённых пунктов с населением 997 человек.
Указом Президиума Верховного Совета РСФСР от 21 августа 1945 года Мушашский сельсовет был переименован в Вишенский сельский совет. С 25 июня 1946 года совет в составе Крымской области РСФСР, а 26 апреля 1954 года Крымская область была передана из состава РСФСР в состав УССР. На 15 июня 1960 года в сельсовете числились следующие сёла:

| - Белая Скала - Вишенное | - Забаштановка - Мироновка | - Солда́тово - Туровка |

К 1968 году Забаштановку и Туровку включили в состав Вишенного, решением Крымского облисполкома от 16 сентября 1986 года упразднено Солдатово и совет обрёл современный состав. С 12 февраля 1991 года сельсовет в восстановленной Крымской АССР, 26 февраля 1992 года переименованной в Автономную Республику Крым.
С 21 марта 2014 года в составе Крыма аннексирован Россией.
С 2014 года на месте сельсовета находится Вишенское сельское поселение Республики Крым.